# Черчиз Топули
Черчиз Топули (на албански: Çerçiz Topulli) е албански революционер, виден деец на Албанското възраждане.

## Биография
Роден е в Аргирокастро на 20 септември 1880 година. По-малък брат е на видния албански националистически деец Байо Топули.
През пролетта на 1907 година в София формира чета, към която се присъединява Михал Грамено, който по-късно оставя живо описание на дейността на четата. Целта на Топули е да обикаля селата в Южна Албания и да се опитва да насажда албанизма срещу турчеенето и гъркоманията. По думите на Черчиз Топули: „Ние отиваме с пушка в ръка в планините, за да търсим свобода, справедливост, цивилизация и прогрес за всички... да изхвърлим гнилата Турция от нашето скъпо отечество“. Във време, в което религията в албанските земи до голяма степен е и национална ориентация, Топули се опитва да подчини религиозните различия на националното единство: „Всеки мохамеданин е длъжен да умре за християнин, защото той е кръв от кръвта му; по същия начин всеки християнин трябва да се жертва за мохамеданин, който е от неговата кръв“. През май 1907 година от Бриндизи четата от 9 души пристига във Вльора и навлиза в страната, за да подготви почвата за масово въстание на следната 1908 година.
Вътрешната македоно-одринска революционна организация решава да осъществи контакт с албанското революционно движение в Корчанско и войводата Петър Христов Германчето се среща с Михал Грамено в преспанското село Гражден. На 20 септември 1907 година 9 албански делегати пристигат в костурското село Косинец. За 7 – 8 дни съвещание присъстват общо 55 души, като от албанска страна са Черчиз Топули, Якуб бей от Тишина, Грамено и още 6-има, а от българска – войводите Пандо Сидов, Христо Цветков, Кузо Блатски и други. Албанските делегати гостуват по покана на Христо Руков в дома му, където прави фотографии с тях.
На 25 февруари 1908 година четата на Топули убива командира на жандармерията в Аргирокастро и след това 5 четници бягат в Машкулора. На 5 март там са обградени от 150 турски войници. Албанските четници успяват да държат войската на разстояние от изгрев до залез, след което 4 души от четата успяват да се спасят. Сражението по-късно е възпято в албански народни песни.
През юли 1908 година Топули се опитва да овладее Корча, но е отблъснат от османски войски.
След Младотурската революция през юли 1908 година, Топули се легализира, организира националистически клубове и подпомага откриването на албански училища.
Убит е от черногорски части в долината Фуша е Щоит край Шкодра.